# Linkenheim-Hochstetten
Linkenheim-Hochstetten là một thị trấn ở huyện Karlsruhe, bang Baden-Württemberg, Đức. Đô thị này có diện tích 23,6 km², dân số thời điểm 31 tháng 12 năm 2006 là 11.759 người.
Thị trấn nằm bên hữu ngạn sông Rhine, 17 km về phía bắc Karlsruhe.
Các thị trấn Linkenheim và Hochstetten đã sáp nhập vào năm 1975.